# Municipalità locale di Mookgopong
La municipalità locale di Mookgopong (in inglese Mookgopong Local Municipality) è stata una municipalità locale del Sudafrica appartenente alla municipalità distrettuale di Waterberg, nella provincia del Limpopo.
Nel 2016 è stata soppressa e accorpata alla municipalità locale di Modimolle per costituire la municipalità locale di Mookgopong/Modimolle.
Il suo territorio si estendeva su una superficie di 4 270 km² ed era suddiviso in 4 circoscrizioni elettorali (wards). Il suo codice di distretto era LIM364.

## Geografia fisica

### Confini
La municipalità locale di Mookgopong confinava a nord e a ovest con quella di Modimolle, a nord con quella di Mogalakwena, a nord e a est con quella di Lepele-Nkumpi (Capricorn), a est e a sud con quella di Greater Marble Hall (Greater Sekhukhune), a sud con quella di Dr J.S. Moroka (Nkangala/Mpumalanga) e a ovest Bela-Bela.

### Città e comuni
- Crecy
- Holme Park
- Immerpan
- Mookgophong (Naboomspruit)
- Mookgopong
- Naboomspruit
- Nutfield
- Roedtan
- Tuinplaas
- Vanalphensvlei

### Fiumi
- Andriesspruit
- Nyl
- Tobiasspruit
- Rooisloot
- Mogoto

### Dighe
- Welgevonden Dam